# Jisra’el ha-Mitchadeschet
Jisraʾel ha-Mitchaddeschet (hebräisch יִשְׂרָאֵל הַמִּתְחַדֶּשֶׁת Jisraʾel haMitchaddeschet, deutsch ‚das sich erneuernde Israel‘) ist eine politische Partei in Israel.

## Geschichte

### Schilluv
Am 23. Februar 1999, kurz vor den Knesset-Wahlen im Jahre 1999, verließen Michael Nudelman und Yuri Stern die von Natan Sharansky gegründete Partei Jisraʾel baʿAlijjah, um eine neue Partei zu gründen. Nudelman schlug dabei vor, als Parteinamen Schilluv (שִׁלּוּב ‚Kombination‘) zu wählen. Der Vorschlag fand jedoch keine Zustimmung.

### ʿAlijah: ʿAmmenu leMaʿan Jisraʾel haMitchaddeschet
Der Vorschlag, die Partei ʿAlijjah zu nennen, fand später breite Zustimmung. Die Partei verband sich später mit einer anderen russischstämmigen Migrantenpartei – Jisraʾel Beitenu. Das Akronym ʿALiJaH (עלי״ה) geht auf ʿAmmenu leMaʿan Jisraʾel haMitchaddeschet zurück, nämlich: עַמֵּנוּ לְמַעַן ישראל הַמִּתְחַדֶּשֶׁת ‚Unser Volk für das sich erneuernde Israel‘ und liest sich zugleich als hebräisches Nomen (עֲלִיָּה ʿAlijjah, deutsch ‚Einwanderung‘ [nach Israel]). Das Akronym besteht aus den Anfangsbuchstaben der folgenden hebräischen Wörter:
- ʿAmenu (hebräisch עַמֵּנוּ)
- leMaʿan (לְמַעַן)
- Jisraʾel (יִשְׂרָאֵל)
- haMitchaddeschet (הַמִּתְחַדֶּשֶׁת)

### Jisraʾel haMitchaddeschet
Danach wurde der Name der Partei zu Jisraʾel haMitchaddeschet (יִשְׂרָאֵל הַמִּתְחַדֶּשֶׁת) verkürzt und sie kandidierte bei den Wahlen im Jahre 2009 mit Nudelman als Vorsitzendem.